# Gijounet
 Gijounet  là một xã trong tỉnh Tarn thuộc vùng Occitanie ở miền nam nước Pháp. Xã này nằm ở khu vực có độ cao trung bình mét trên mực nước biển.
Sông Gijou tạo thành một phần ranh giới đông bắc thị trấn, sau đó chảy theo hướng tây bắc qua phía bắc thị trấn.